# Уральський океан
Уральський океан — невеликий древній океан, який був розташований між Ангаридою і Балтією. Океан сформувався у Ордовику, коли великі острови, відколовшись від Сибіру, зіткнулись з Балтикою, яка згодом стала частиною суперконтиненту Лавруссія, а на утвореній континентальній корі розпочався розвиток рифтів, що призвело до виникнення океанічного басейну, який розділив Східно-Європейський континент від Сибірського. Геосинклінальна система при цьому чітко диференціювалась на два меридіональних прогини, які розділялись геоантиклінальним підняттям — острівною грядою Уралтау. Острови також спричинили закриття попередника Уральського океану — океану Ханти.
Однак, протягом Девонського періоду Уральський океан почав зменшуватись, через те, що Сибірський континент і мікроконтинент Казахстанія наближались до Балтики. У західному прогині відкладались піщано-глинисті і карбонатні осади, у східному — потужні осадово-вулканогенні товщі. У пізньому Девоні океан став протокою. До зіткнення цих трьох частин у Кам'яновугільному періоді тут сформувалися Уральські гори, остаточно закривши океан і утворивши суперконтинент Пангея.